# Odd Man Out
Odd Man Out foi uma sitcom de curta duração norte-americana transmitida pela ABC entre Setembro de 1999 e Janeiro de 2000. No Brasil foi transmitido pelo SBT com o título adaptado O Homem da Casa.
Criada por Ed Decter e John J. Strauss, Odd Man Out narra a história do adolescente Andrew Whitney, um garoto de quinze anos de idade, o único homem numa casa cheia de mulheres, onde ele é constantemente rodeado, fiscalizado e perturbado pelas suas três irmãs, Val, Paige e Elizabeth, além da Tia Jordan e sua mãe Julia.

## Sinopse
Andrew Whitney, adolescente de 15 anos, órfão de pai, vive em Miami com sua mãe Julia e suas três irmãs: Paige, Val e Elizabeth, além das inúmeras visitas da tia (doidona) Jordan!.
Paige Whitney é a irmã mais velha de Andrew tem 16 anos e sonha com a carreira de modelo e adora torturar seu irmão; Val Whitney tem 14 anos de idade adora música, comida, rejeita diversas coisas, principalmente seu irmão; Elizabeth Whitney é a caçula da família, tem 12 anos de idade, adora chamar atenção e tem um prazer especial em se meter nos negócios de Andrew.
Essas mulheres fazem da vida de Andrew uma verdadeira loucura. Como é o único homem da casa, Andrew busca os conselhos do melhor amigo e vizinho Keith, que adora dar em cima das garotas, mas não consegue conquistar nenhuma delas. 

## Elenco
- Erik von Detten - Andrew Whitney
- Natalia Cigliuti - Paige Whitney
- Vicki Davis - Valerie "Val" Whitney
- Marina Malota - Elizabeth Whitney
- Trevor Fehrman - Keith Carlson
- Jessica Capshaw - Aunt Jordan
- Markie Post - Julia Whitney

## Lista de episódios
| Ep # | Título                        | Data de exibição       |
| ---- | ----------------------------- | ---------------------- |
| 1    | "The First Girlfriend's Club" | 24 de setembro de 1999 |
| 2    | "Good Will Hunting"           | 1 de outubro de 1999   |
| 3    | "The Unbelievable"            | 8 de outubro de 1999   |
| 4    | "The Road to Caracus"         | 15 de outubro de 1999  |
| 5    | "You've Got Female"           | 22 de outubro de 1999  |
| 6    | "Batman Forever"              | 29 de outubro de 1999  |
| 7    | "In the Name of the Father"   | 5 de novembro de 1999  |
| 8    | "Fight Club"                  | 19 de novembro de 1999 |
| 9    | "Great Expectations"          | 3 de dezembro de 1999  |
| 10   | "Punch Line"                  | 10 de dezembro de 1999 |
| 11   | "Little Women"                | 17 de dezembro de 1999 |
| 12   | "What About Bob?"             | 24 de dezembro de 1999 |
| 13   | "My Life As a Dog"            | 7 de janeiro de 2000   |